# 朱塞佩·朱拉托
朱塞佩·朱拉托（義大利語：Giuseppe Giurato，？—？），意大利前男子击剑运动员。他曾代表意大利参加1900年夏季奥林匹克运动会击剑比赛男子个人重剑和男子个人花剑比赛。